# 탁란

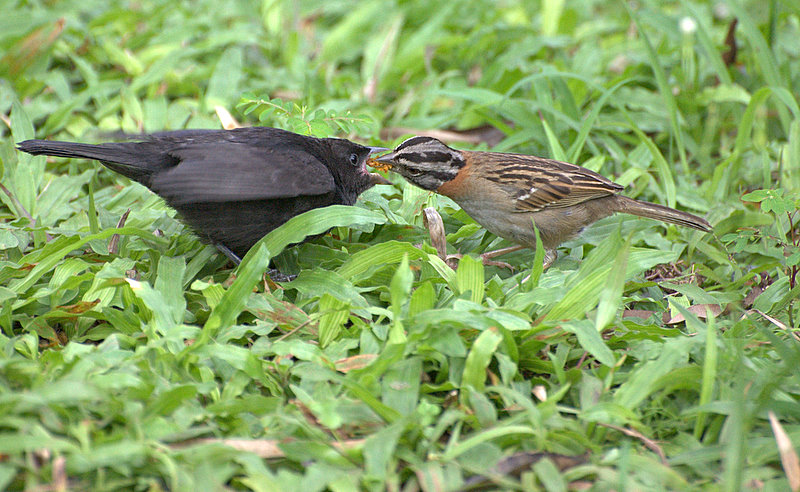

탁란(托卵, 영어: brood parasitism)은 새, 물고기, 곤충 등에서 볼 수 있는 기생의 한 형태로, 다른 종의 둥지에 알을 낳아 그 종으로 하여금 새끼를 기르게 하는 것이다.
탁란을 하는 새로는 유라시아와 오스트리아에 서식하는 뻐꾸기, 일부 찌르레기, 아메리카의 카우새(Molothrus속)·검은머리오리, 아프리카의 천인조과·벌꿀길잡이새과 새 등이 있다.
대부분의 탁란을 하는 새는 알을 맡기는 종을 하나씩 정하고 있지만 다섯 종의 탁란성 카우새 가운데 네 종은 여러 종류의 새에게 알을 맡길 수 있다. 뻐꾸기는 암컷 하나하나는 종을 정하고 탁란을 하지만 그 종이 개체마다 차이가 있어 종 전체로는 여러 종을 숙주로 삼고 있는 셈이다. 알의 색·무늬 숙주로 삼는 종은 모계 유전한다. 예를 들면 때까치 둥지에서 자란 뻐꾸기는 성체가 돼서 산란할 때 때까치 둥지에다 알을 낳고, 종다리 둥지에서 자란 암컷 뻐꾸기는 산란 시 종다리 둥지를 찾는다. 수컷이 다른 둥지여도 대부분은 모계를 따르게 된다.
탁란을 하는 벌이나 등에도 있다.

## 물고기
물고기에게서 볼 수 있는 부성애가 강한 물고기로는 가시고기가 잘 알려져있는데, 꺽지나 동사리 등도 같은 부성애를 보인다.
가시고기, 꺽지, 동사리 등이 보이는 부성애는 이들이 처한 산란과 알들의 부화과정에 기인하는 것으로 알려져있다. 수컷은 암컷 물고기가 와서 알을 낳을 수 있도록 알을 낳는 산란장을 미리 여러 조건을 맞추면서 준비해야 하는 것이다. 수컷이 산란장을 준비할 때에는 포식자인 천적으로부터 알이 보호받기 좋고 알이 부화하거나 관리받기 좋은 환경을 우선하여 고려하는 것으로 알려져있다. 수컷이 이렇게 목숨을 걸고 부성애를 갖는 것은 암컷이 다가와서 알을 낳아주고 나면 암컷은 생명력이 다해 이내 죽어버리기 때문이다. 수컷 역시 알이 부화하여 치어가 자라나 둥지를 떠날 즈음하여 생을 마감하는 것으로 알려져있다. 한편 이처럼 각별한 부성애를 보이는 물고기들은 감돌고기, 가는 돌고기, 돌고기 같은 탁란을 하는 물고기의 좋은 탁란 대상이 되어준다. 그렇다고 해서 탁란을 하는 물고기의 모성애나 부성애가 없다는 것은 아니며, 부성애가 각별한 물고기의 산란장이 보다 더 자신의 새끼들이 생을 시작하는 데 유리한 환경으로 인식하는 경향이 있는 것처럼 보인다. 왜냐하면 탁란의 대상이 되는 부성애가 강한 물고기는 다른 물고기를 잡아먹을 수 있는 포식자로서 탁란을 하는 물고기 입장에서는 자신의 치어가 좀 더 빨리 알에서 부화하여 산란장을 무사히 빠져나오도록 진화하였으며, 이러한 위험을 감수하면서까지 탁란을 시도하는 것으로 여겨지기 때문이다.

## 같이 보기
- 의태
- 부화
- 노예화 개미